# Dodge (Hrabstwo Trempealeau)
Dodge – jednostka osadnicza w Stanach Zjednoczonych, w stanie Wisconsin, w hrabstwie Trempealeau.